# 戚寿南
戚寿南（1893年—1974年），男，浙江宁波人，中国医学家、医学教育家，中国现代内科医学的奠基人。

## 生平
1916年获南京金陵大学学士学位，1922年获约翰·霍普金斯大学医学院博士学位。曾任國立中央大學医学院（今第四军医大学）院长、代理校长。1937年创立中华内科学会，被推为首任会长。
1948年率团到瑞士参加WHO成立大会，後因國共第二次內戰爆發後直接赴美國定居，晚年在美国马丁堡政府医院任职。1974年10月29日在洛杉矶逝世。

## 纪念
2011年2月，戚寿南纪念铜像在四川成都落成。